# Saur
Saur (Sahurh) foi um nobre armênio do século VII. Sua existência é atestada apenas na História de Taraunitis de João Mamicônio, obra considerada não fiável, e autores como Christian Settipani põe questiona sua existência. Aparece no reinado do imperador Heráclio (r. 610–641), durante a invasão da Armênia pelas tropas de Ibraim, sobrinho de Maomé. Enquanto ainda combatiam os invasores Saur, que era príncipe de Anjavacique, se rebelou, saiu das fileiras e virou sua espada às tropas armênias. Tigranes I, rasgando as tropas, encontrou Saur e disse: "Pare, apóstata Saur, porque Cristo fez você cair em minhas mãos." E ele cortou a cabeça de Saur com sua espada.